# Kilometru cub
Kilometru cub este un multiplu al unității de volum din Sistemul Internațional, care este 1 metru cub.
Întrucât kilometrul cub este o unitate de măsură a volumului corpurilor foarte mari, se folosește mai ales în estimarea și măsurarea formelor de relief din geografie, geomorfologie, vulcanologie, ș.a.m.d.
Un kilometru cub, care are simbolul km3, este (matematic) un kilometru ridicat la puterea a treia, sau la cub (1x1x1 km). Forma sa geometrică reprezentativă este un cub cu lungimea muchiei de 1 km.
1 km3 = 1 000 de hm3 = 1000000dam3 = 1000000000 m3
1 km3 = 1000000000 de kilolitri
1 km3 de apă cântărește aproximativ 1000000000 tone (în condiții standard, la temperatura de 277,13 K (3,98 °C sau 39,164 °F) și presiunea de 101325 Pascal (1013,25 hPa = 101,325 kPa). Mai exact, apa dulce este mai ușoară decât apa sărată și valoarea sa mai apropiată de realitate este de 999975000 tone pentru 1 km3.